# Музична академія (Лодзь)
Музична академія в Лодзі (пол. Akademia Muzyczna im. Grażyny i Kiejstuta Bacewiczów w Łodzi) — вищий навчальний заклад музичного профілю у Лодзі.
Історія навчального закладу сягає початку XX століття. Спочатку це була музична школа, яка пізніше стала консерваторією. Керувала та опікувалася навчальним закладом видатна постать в історії музичної освіти в Лодзі – піаністка та педагог Гелена Марія Кієнська. У 1945 році на основі націоналізованої приватної музичної консерваторії Гелени Марії Кієнської була заснована державна консерваторія. Вже 1946 року була перейменована у Вищу музичну школу. З 1982 року називається музичною академією. З 1999 року носить ім'я Ґражини і Кейстута Бацевичів.